# Demas
Demas (nombre abreviado de Demetrio, (que significa “perteneciente a Deméter", diosa griega de la agricultura) es un personaje bíblico mencionado en tres epístolas de Pablo de Tarso en el Nuevo Testamento. 

## Compañero de Pablo
En torno al año 60, Pablo estaba encarcelado por primera vez en Roma y desde allí escribe varias epístolas a congregaciones (o iglesias) en las que incluye los saludos de Demas. 
En la que escribe a la congregación de Colosas, Pablo cita a Demas junto al médico Lucas el Evangelista y el propio apóstol.
En esa misma época, Pablo escribe a un compañero cristiano también de Colosas, Filemón, a quién transmite los saludos de Demas.
Finalmente, en torno al año 65 (según otras fuentes años 66 o 67) en su segunda epístola a Timoteo también escrita en Roma, Pablo acusa a Demas de haberle abandonado “por amor de este siglo”, o según otras traducciones bíblicas por amor “a este mundo” en contraposición con la esperanza cristiana de una vida futura superior.
Aunque Pablo no menciona explícitamente la causa del abandono de Demas (si es por amor a lo material o por temor al martirio que efectivamente acabó con la vida de Pablo en los días de Nerón) queda claro en su declaración la opinión del apóstol de la pérdida que significaba para Demas su postura. Posiblemente regresó a su ciudad natal, Tesalónica.

## Citas bíblicas
- Col 4:14
- Fil 24
- 2tim 4:10